# Буада (озеро)
Буада (англ. Buada Lagoon) — слегка солоноватое озеро на острове Науру. Расположено на юго-западе острова, в округе Буада. Площадь водной поверхности озера — около 30 тыс. м². Уровень воды в озере Буада примерно на 5 м выше уровня океана, глубина озера — до 5 м. В настоящее время озеро не сообщается с океаном, в прошлом — лагуна в центре кораллового атолла. Плодородная земля вокруг озера обеспечивает развитие сельского хозяйства.
Озеро является источником пресной воды на острове, где нет ни одной реки, но оно не удовлетворяет потребности в ней 13 тысяч человек, поэтому питьевая вода завозится из Австралии.

## География
Озеро располагается в юго-западной части плато Науру, в заболоченной низменности площадью 0,12 км². Классифицируется как карстовое, образовано в известняковых породах. В этой местности находятся месторождения фосфоритовой руды высокого качества.
Водоём имеет овальную форму, вытянутую с севера на юг. Ширина в поперечном сечении — 140 метров, общая длина береговой линии — 280 метров. Средняя глубина озера — небольшая, около 2 метров. Озеро расположено в 1,3 километрах от тихоокеанского побережья, примерно на уровне моря. При этом уровень воды может сильно меняться. Озеро бессточное, пополняется водой за счёт осадков. Наиболее полноводное в период муссонов, когда на острове выпадает наибольшее количество осадков, при этом в засушливый период уровень воды может опускаться на 5 метров ниже уровня моря.
Вода в озере — солоноватая, солёность — около 2 ‰.

## Флора

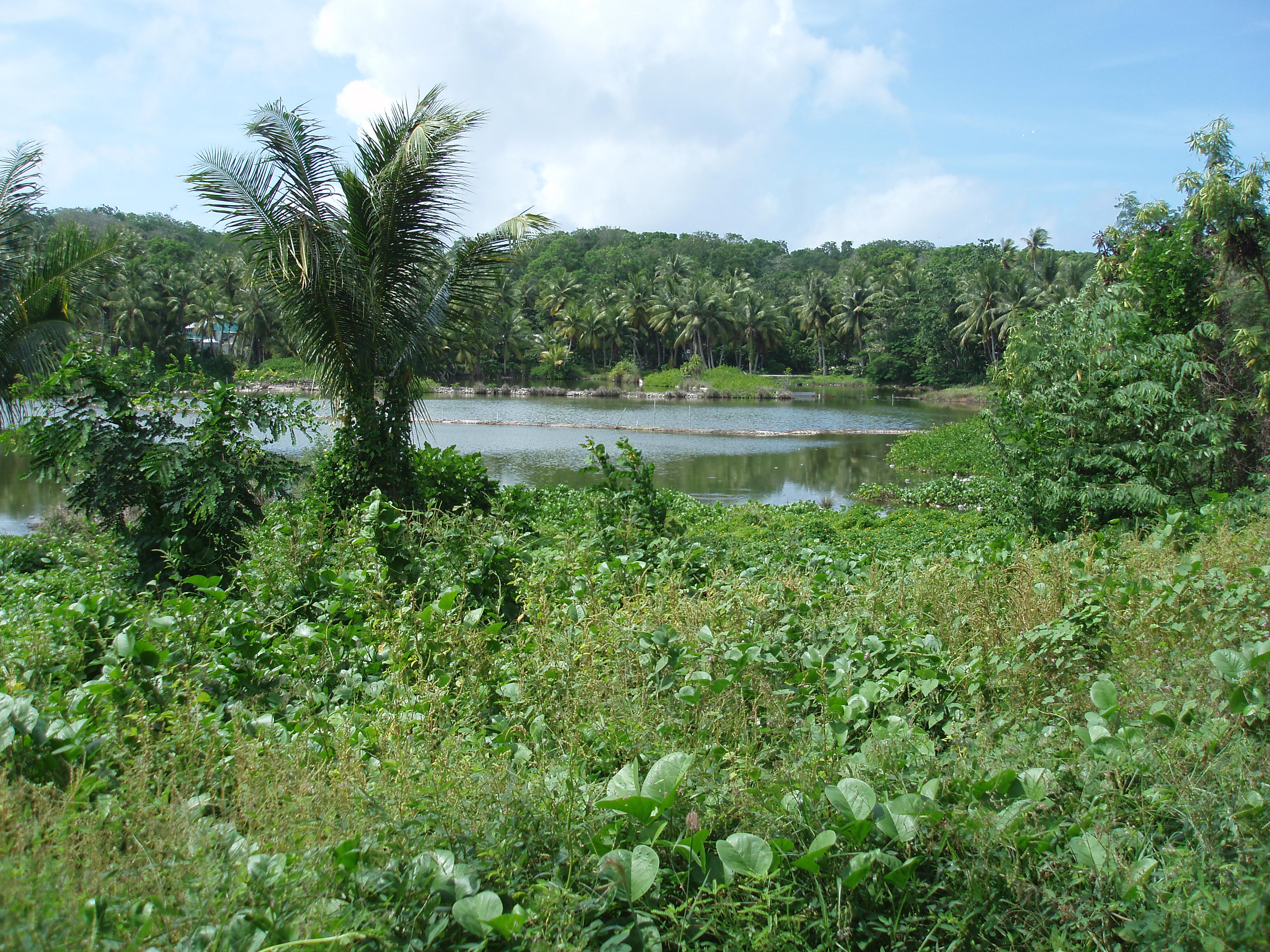
Растительность, окружающая озеро

Озеро окружено остатками тропического леса, который ранее занимал до 90 % площади острова до начала добычи фосфоритов. В окружающей местности встречаются такие растения, как калофиллум волокнистолистный, мареновые, геттарда великолепная, Premna serratifolia, индийский миндаль, аденантера павлинья, манго индийское, мимоза стыдливая, цербера мангас, кокосовая пальма, сцевола, Scaevola taccada, моринда цитрусолистная, Dodonaea viscosa, Physalis angulata, папоротники, Nephrolepis biserrata, а также растения-паразиты: кассита нитевидная, Psilotum nudum, Glochidion societatis. Вне леса произрастает сыть, а портулак огородный и Ипомея водяная растут в заболоченной местности.
Также встречаются экзотические растения, как лантана сводчатая, Chamaesyce hirta, Desmodium triflorum, гуайява.